# Sitobion berchemiae
Sitobion berchemiae är en insektsart. Sitobion berchemiae ingår i släktet Sitobion och familjen långrörsbladlöss. Inga underarter finns listade i Catalogue of Life.